# Palaeochrysophanus bernardii
Palaeochrysophanus bernardii är en fjärilsart som beskrevs av Beuret 1955. Palaeochrysophanus bernardii ingår i släktet Palaeochrysophanus och familjen juvelvingar. Inga underarter finns listade i Catalogue of Life.